# Erici de Tessàlia
Erici de Tessàlia (en llatí Erycius, en grec Ἐρύκιος ο Θεσσαλός) va ser un poeta grec nascut a Tessàlia que té alguns epigrames seus inclosos a l'Antologia grega. Per l'evidència interna dels seus poemes va viure a la primera meitat del segle ii en temps de l'emperador Hadrià. Però a l'Antologia grega els seus poemes estan molt barrejats amb els d'un altre Erici, Erici de Cízic, fins al punt de que no se sap del cert a qui atribuir-ne uns o altres. Només se sap que la majoria d'epigrames recollits de tema pastoral l'autor en va ser Erici de Cízic.